# 永岡洋治
永岡 洋治（ながおか ようじ、1950年〈昭和25年〉12月24日 - 2005年〈平成17年〉8月1日）は、日本の政治家、農林水産官僚。自由民主党（亀井派）に所属した。妻は洋治の死後地盤を引き継いで衆議院議員となった永岡桂子。

## 来歴
茨城県古河市出身。埼玉県立春日部高等学校を経て、東京大学法学部卒業。ハーバード大学大学院修了。1975年（昭和50年）、農林水産省に入省。1985年（昭和60年）、鹿児島県農政課長。1987年（昭和62年）、農林水産省大臣官房予算課長補佐。1990年（平成2年）、農林水産省大臣官房企画室上席企画官。1991年（平成3年）、農林水産省大臣官房総務課調査官。1993年（平成5年）、農林水産省経済局国際部ガット室長。1994年（平成6年）、農林水産省畜産局牛乳乳製品課長。1995年（平成7年）、農林水産省退官。
1996年（平成8年）、第41回衆議院議員総選挙で茨城3区から新進党公認で立候補するも落選。2000年（平成12年）、第42回衆議院議員総選挙で茨城7区から無所属（自民党茨城県連推薦）で立候補するも落選。
2003年（平成15年）4月、茨城7区選出だった中村喜四郎の実刑判決確定・衆議院議員失職により行われた補欠選挙に自民党公認で立候補し初当選。当選後、自由民主党国会対策委員会委員、衆議院決算行政監視委員会委員、同法務委員会委員を務めた。2003年（平成15年）11月、第43回衆議院議員総選挙にて2期目の当選。
2005年（平成17年）、自民党総務会では反対票を投ずるも、7月5日の衆議院本会議では所属派閥会長の亀井静香の意に反し郵政民営化法案に賛成票を投じた。同年8月1日、午前11時50分頃：東京都世田谷区の自宅にて自殺を図る。午後0時15分頃、東京都内の病院にて死去。遺書は発見されなかった。同年9月11日、第44回衆議院議員総選挙に妻の永岡桂子が自民党公認で出馬し、中村に敗北したが比例区で復活当選。